# 旺通
旺通（法語：Venthon，法語發音：[vɑ̃tɔ̃]）是法国萨瓦省的一个市镇，属于阿尔贝维尔区。

## 地理
旺通（45°41'16"N, 6°24'49"E）面积2.5 平方千米，位于法国奥弗涅-罗讷-阿尔卑斯大区萨瓦省，该省份为法国东部省份，历史上为薩伏依的一部分，北起上萨瓦省，西接伊泽尔省和安省，南部和东部与上阿尔卑斯省和意大利接壤。
与旺通接壤的市镇（或旧市镇、城区）包括：阿尔贝维尔、塞萨尔什、帕吕、凯日。

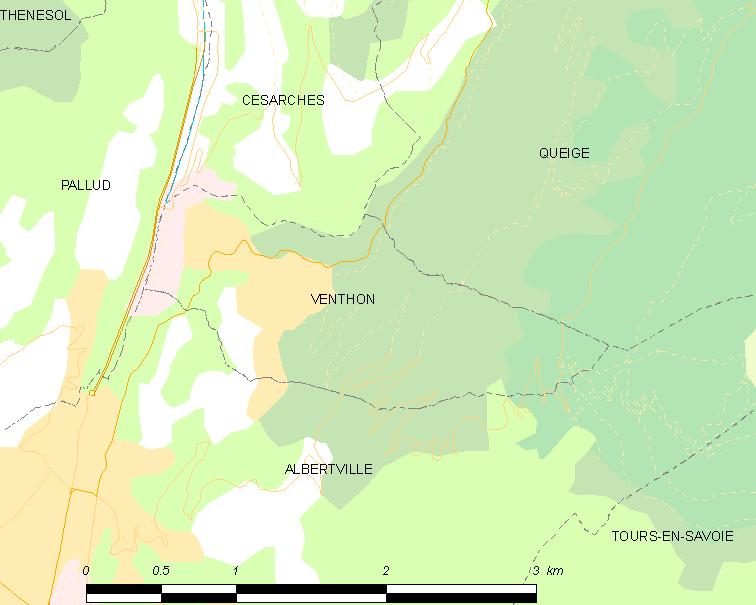
旺通的OSM定位图

旺通的时区为UTC+01:00、UTC+02:00（夏令时）。

## 行政
旺通的邮政编码为73200，INSEE市镇编码为73308。

## 政治
旺通所属的省级选区为于日讷县。

## 人口

1962-2008年间旺通人口变化图示

旺通于2022年1月1日时的人口数量为607人。